# Vassili Maksimov
Vassili Maximov (en russe : Василий Максимович Максимов) né le 29 janvier 1844 (10 février 1844 dans le calendrier grégorien), dans le village de Lonno (Oblast de Leningrad, près de Staraïa Ladoga) — mort le 1er décembre 1911 (14 décembre dans le calendrier grégorien) à Saint-Pétersbourg dans l'Empire russe, est un peintre russe du XIXe siècle, peintre de genre, membre de la Société des Ambulants.

## Biographie

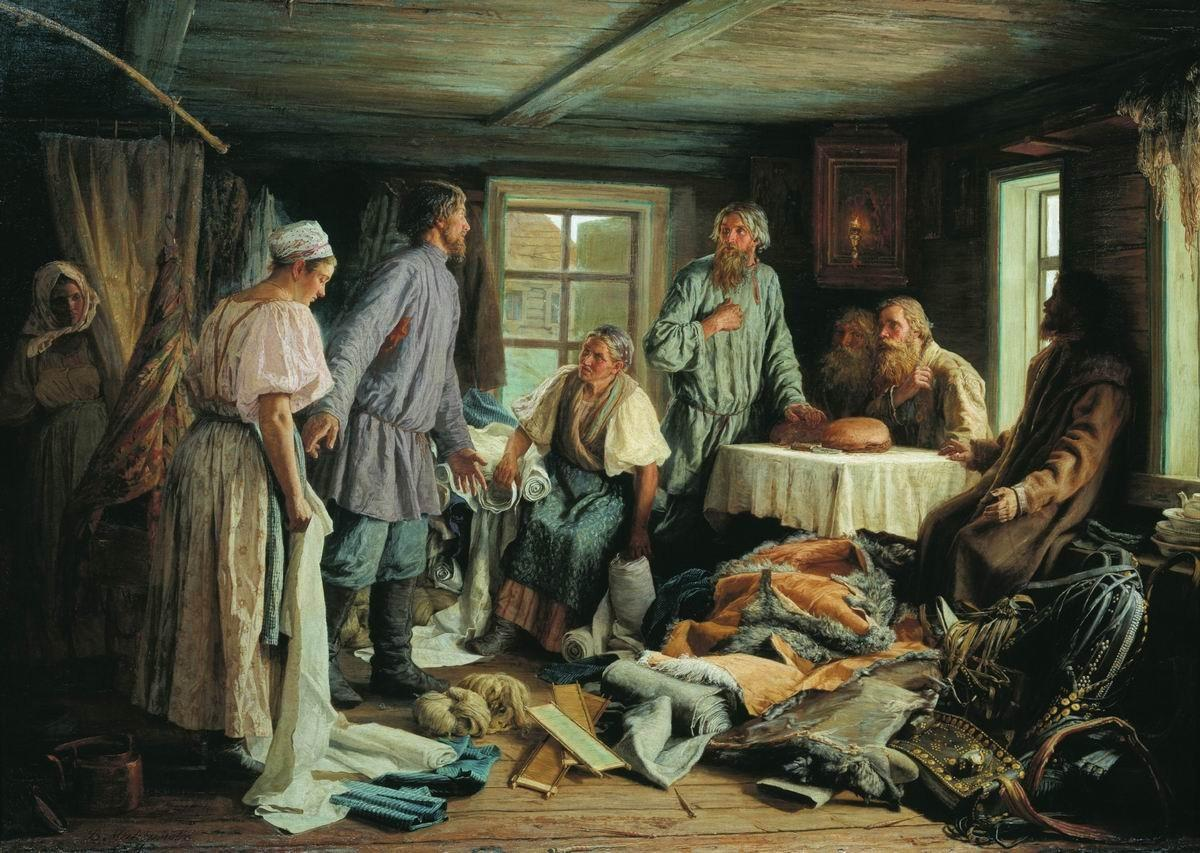
Le partage des biens-Maksimov-1876

Fils de paysan, de 1855 à 1862 il étudie à Saint-Pétersbourg dans des ateliers de peintres d'icônes. En 1863 il entre à l'Académie russe des beaux-arts. Il frappait le public par la véracité de ses représentations des coutumes et usages de la campagne russe ainsi que par la poésie émanant de ses portraits de paysans.
À l'Académie, il étudie chez Fiodor Bruni, Carl Timoleon von Neff, Alekseï Markov, Piotr Chamchine. En 1864, il rejoint l'artel de Piotr Krestonostsev, qui rassemblait un large éventail de jeunes artistes aux tendances artistiques différentes. En 1864 et 1865, il reçoit des petites médailles d'argent pour ses succès en dessin et en peinture de la nature. Après avoir obtenu une médaille en 1865 pour son tableau L'enfant malade et un titre d'artiste du troisième degré en 1866, il se rend dans le gouvernement de Tver, où il consacre toute son activité à la représentation du peuple des gens pauvres.
Après avoir terminé le cursus académique en trois ans, Maximov renonce en 1866 à participer au concours pour la grande médaille d'or, 3 ans après la révolte des Quatorze sous la direction d'Ivan Kramskoï. « Ce sont mes convictions qui m'empêchent d'aller à ce concours... je suis opposé à l'idée d'un voyage à l'étranger parce que je veux d'abord étudier la Russie et ses pauvres villages dont personne n'a idée des besoins et du chagrin ».
De 1871 à 1912, ses œuvres sont exposées aux expositions des Ambulants et à partir de 1874 il est membre de la société des expositions des Ambulants. À partir de 1878, il est académicien. L'artiste s'attache à représenter le peuple et le mode de vie des paysans en particulier dans ce qu'il a de positif et de représentatif des plus belles qualités du peuple russe.
Les dernières années de sa vie, Maximov connaît l'amertume, la privation, le manque de moyens. L'art des Ambulants a passé sa période faste et de nouvelles tendances se dégagent. Le besoin et la maladie accompagnent le peintre jusqu'à la mort en 1911.

## Œuvres
Les meilleures de ses œuvres L'arrivée du sorcier au mariage paysan (1875) et Partage dans la vie paysanne (1876) sont exposées à la Galerie Tretiakov à Moscou.
Plusieurs de ses toiles méritent d'être mentionnées :
- Dîner pauvre (1879);
- Qui est là (1878),
- Le mari malade (1881),
- Tout est dans le passé (1889),
- sur sa propre piste (1892) - Musée d'art d'Odessa,
- La belle-mère désagréable (1893),
- Le garde forestier (1893) - Musée d'art d'Odessa.

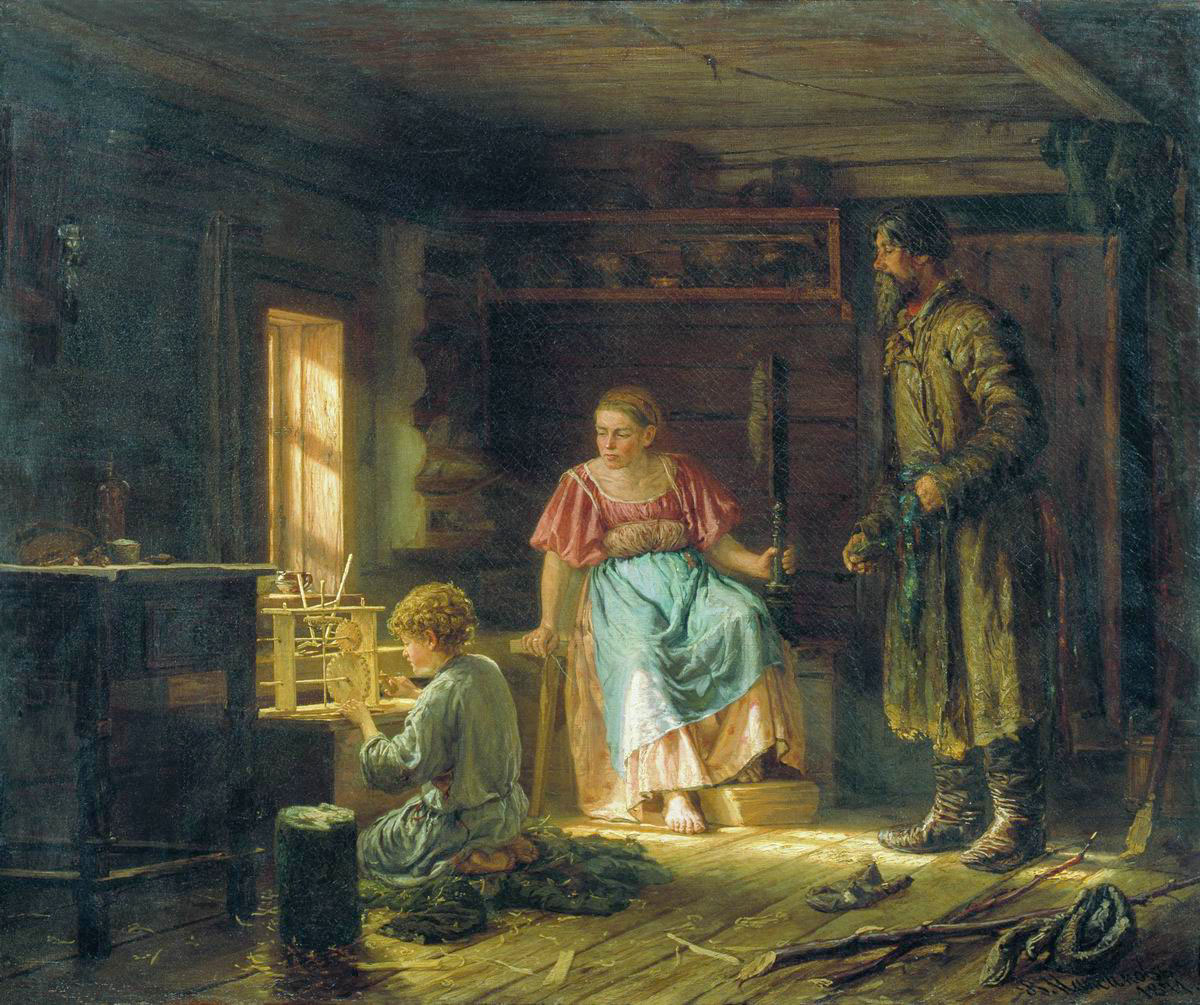
Le garçon mécanicien, 1871
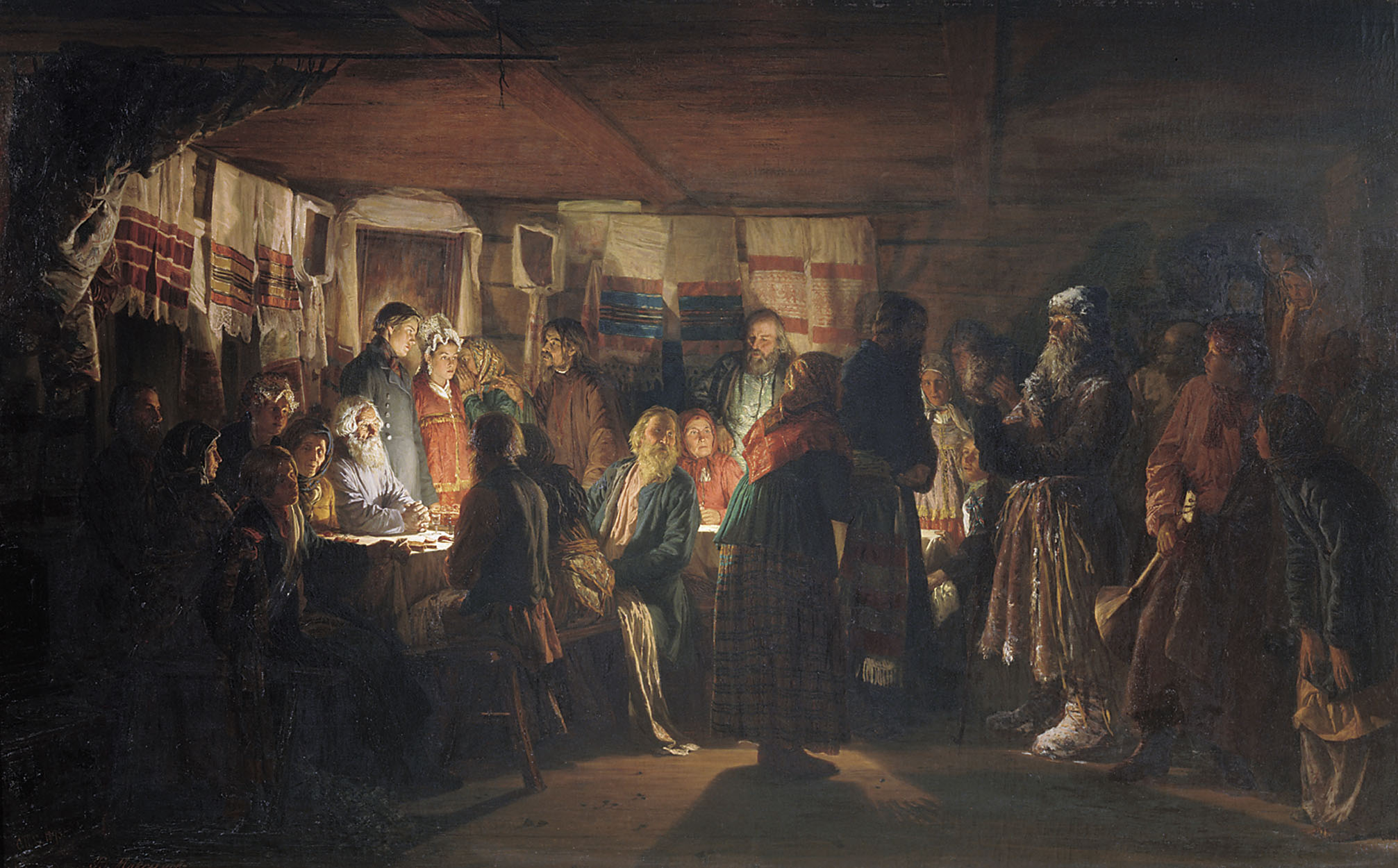
L'Arrivée d'un sorcier à une noce paysanne, 1875
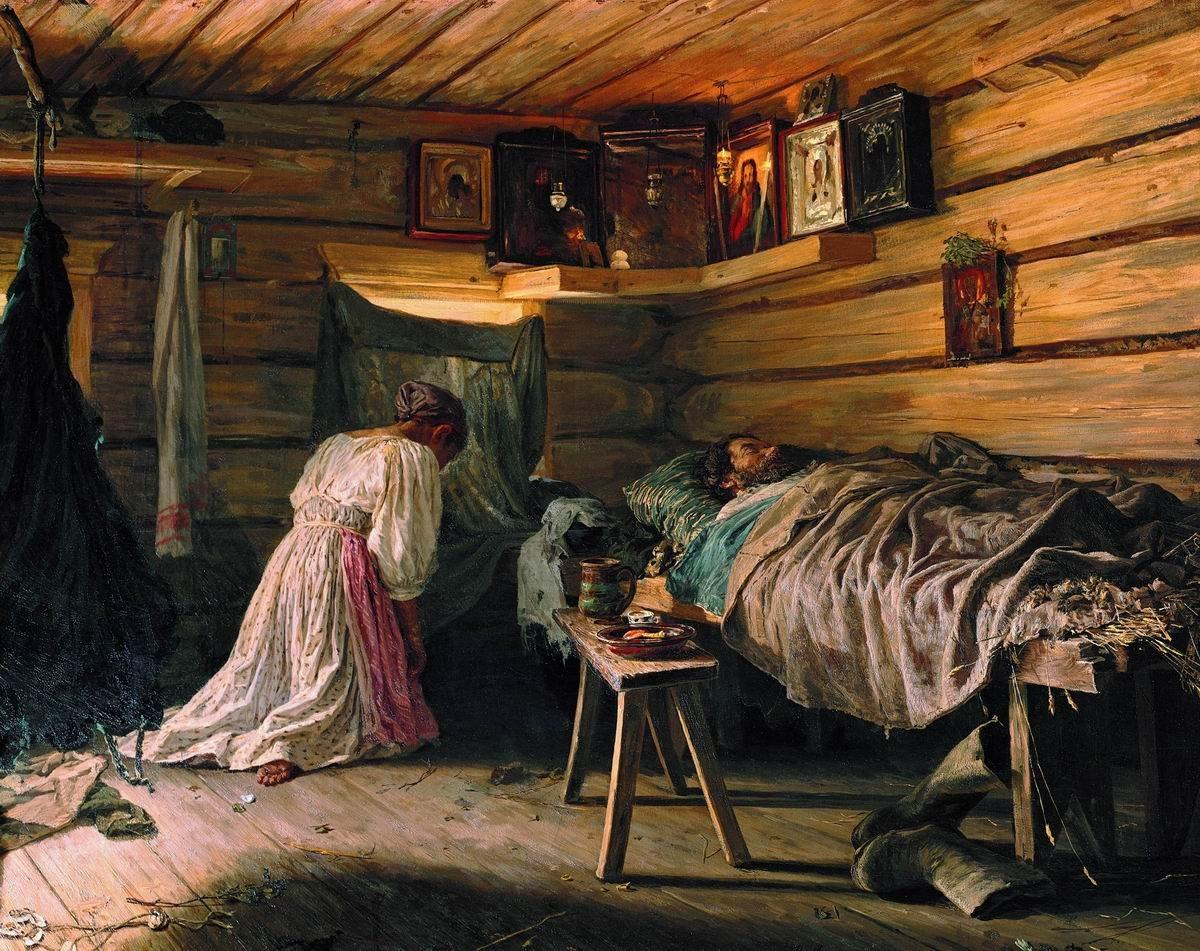
Le mari malade, 1881
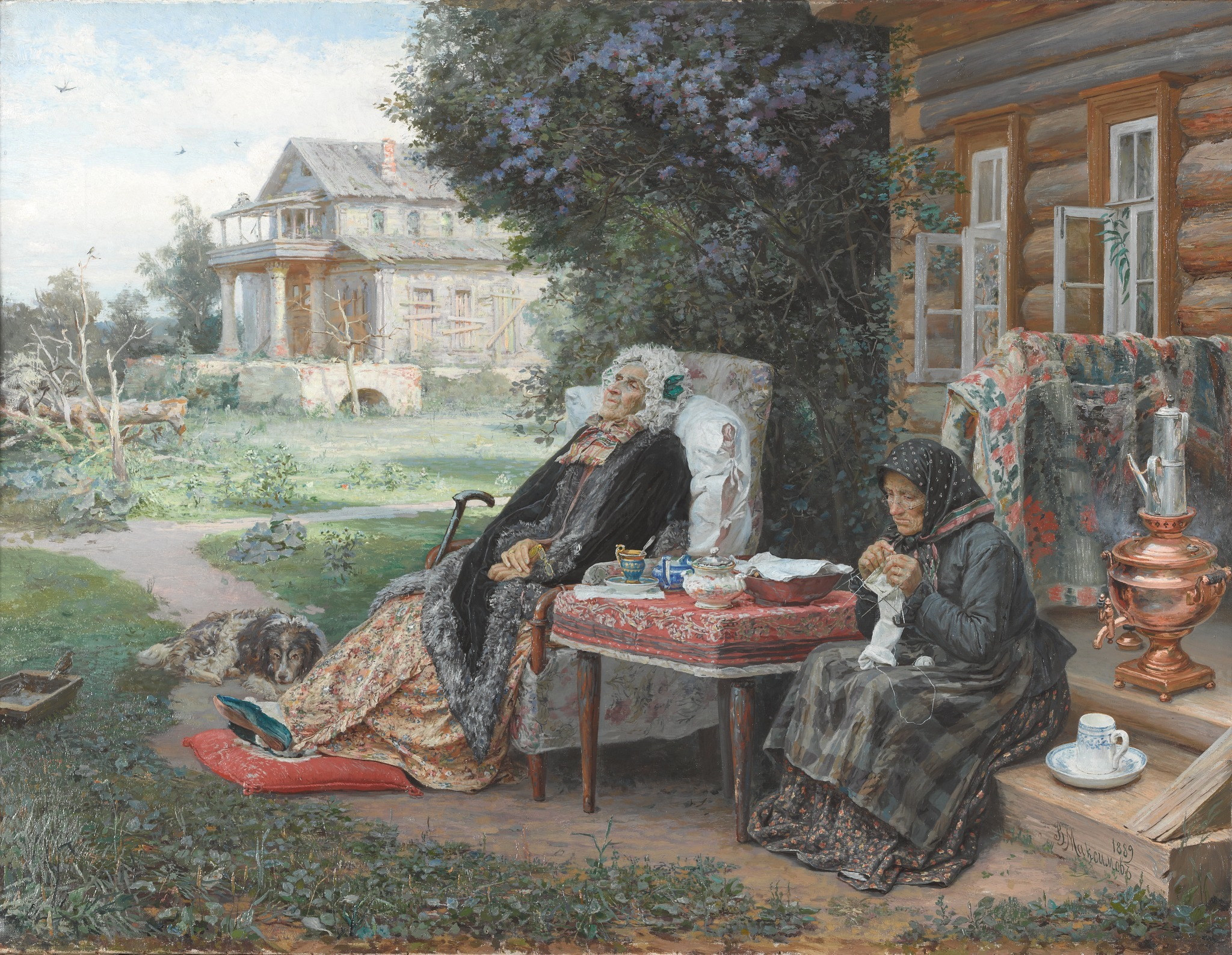
Tout est passé, 1889

## Adresse
Vassili Maximov a vécu à Saint-Pétersbourg à la Zverinskaïa oulitsa, maison 5. Il a également vécu dans divers villages du gouvernement de Saint-Pétersbourg et réalisé de nombreux voyages en Russie. En 1866 il vit également vécu dans la propriété de Choubino, gouvernement de Tver, comme professeur de dessin dans la famille noble de Golenichtcheby-Koutouzovy.